# Division 2 1950-1951
La stagione della Division 2 1950-1951 è stata la dodicesima edizione della Division 2, la seconda divisione del calcio francese. È stata vinta dal Olympique Lione, che conquista il suo primo titolo.
Capocannoniere del torneo è stato Thadée Cisowski (Metz), con 23 gol.

## Classifica finale
|  | Pos. | Squadra         | Pt | G  | V  | N  | P  | GF | GS | DR  |
|  | ---- | --------------- | -- | -- | -- | -- | -- | -- | -- | --- |
|  | 1    | Olympique Lione | 50 | 32 | 23 | 4  | 5  | 75 | 41 | +34 |
|  | 2    | Metz            | 46 | 32 | 20 | 6  | 6  | 74 | 32 | +42 |
|  | 3    | Rouen           | 40 | 32 | 18 | 4  | 10 | 51 | 43 | +8  |
|  | 4    | Besançon        | 38 | 32 | 17 | 4  | 11 | 66 | 49 | +17 |
|  | 5    | Monaco          | 37 | 32 | 13 | 11 | 8  | 56 | 43 | +13 |
|  | 6    | Cannes          | 35 | 32 | 13 | 9  | 10 | 76 | 47 | +29 |
|  | 7    | Amiens          | 32 | 32 | 10 | 12 | 10 | 53 | 42 | +11 |
|  | 8    | Montpellier     | 32 | 32 | 13 | 6  | 13 | 46 | 40 | +6  |
|  | 9    | Troyes          | 31 | 32 | 14 | 3  | 15 | 42 | 54 | −12 |
|  | 10   | Nantes          | 29 | 32 | 11 | 7  | 14 | 54 | 56 | −2  |
|  | 11   | Tolone          | 29 | 32 | 11 | 7  | 14 | 52 | 59 | −7  |
|  | 12   | Valenciennes    | 28 | 32 | 10 | 8  | 14 | 41 | 55 | −14 |
|  | 13   | Olympique Alès  | 28 | 32 | 10 | 8  | 14 | 34 | 56 | −22 |
|  | 14   | Angers          | 23 | 32 | 7  | 9  | 16 | 47 | 67 | −20 |
|  | 15   | Béziers         | 22 | 32 | 7  | 8  | 17 | 39 | 60 | −21 |
|  | 16   | Le Mans         | 22 | 32 | 8  | 6  | 18 | 39 | 72 | −33 |
|  | 17   | CA Paris        | 22 | 32 | 9  | 4  | 19 | 31 | 61 | −30 |
|  | 18   | GSC Marseille   | 0  | 0  | 0  | 0  | 0  | 0  | 0  | 0   |

Legenda:
      Promosso in Division 1 1951-1952.
  Partecipa agli spareggi promozione-retrocessione.
      Retrocesse.
Regolamento:
Due punti a vittoria, uno a pareggio, zero a sconfitta.

## Spareggi

### Spareggio promozione-retrocessione
Le squadre classificatesi al 4ª e la 5º posto incontrano la 16º e la 17º classificata di Division 1, affrontandosi in un girone all'italiana. Le prime due classificate ottengono la salvezza se iscritte in Division 1 o avanzano di categoria se partecipanti alla seconda divisione. Le ultime due sono retrocesse se militano in Division 1 o non sono promosse se iscritte in seconda serie.
|  | Pos. | Squadra  | Pt | G | V | N | P | GF | GS | MR    |
|  | ---- | -------- | -- | - | - | - | - | -- | -- | ----- |
|  | 1.   | Lens     | 4  | 3 | 2 | 0 | 1 | 9  | 5  | 1,8   |
|  | 2.   | Sète     | 4  | 3 | 2 | 0 | 1 | 7  | 4  | 1,75  |
|  | 3.   | Besançon | 2  | 3 | 1 | 0 | 2 | 4  | 6  | 0,667 |
|  | 4.   | Rouen    | 2  | 3 | 1 | 0 | 2 | 3  | 8  | 0,375 |

Note:
Due punti a vittoria, uno a pareggio, zero a sconfitta.

#### Risultati
|          | Risultati |          | Luogo e data   |
| -------- | --------- | -------- | -------------- |
| Lens     | 2-0       | Besançon | 3 giugno 1951  |
| Rouen    | 1-0       | Sète     | 3 giugno 1951  |
|          |           |          |                |
| Lens     | 6-1       | Rouen    | 7 giugno 1951  |
| Sète     | 3-2       | Besançon | 7 giugno 1951  |
|          |           |          |                |
| Sète     | 4-1       | Lens     | 11 giugno 1951 |
| Besançon | 2-1       | Rouen    | 11 giugno 1951 |
|          |           |          |                |